# 제6대 고트 자작 존 베레커
육군 원수 제6대 고트 자작 존 스탠디쉬 서티스 프렌더개스트 베레커(영어: John Standish Surtees Prendergast Vereker, 6th Viscount Gort, 1886년 7월 10일 ~ 1946년 3월 1일)는 영국의 육군 군인이다. 제1차 세계 대전 당시 그는 노드 운하 전투에서의 활약으로 빅토리아 십자 훈장을 받았다. 1930년대 그는 영국 합참의장직을 지냈다. 그는 제2차 세계 대전 당시 영국 해외 원정군을 이끌며 됭케르크 철수 작전을 이끌어냈다. 그는 이후 몰타, 지브롤터, 팔레스타인과 트란스요르단의 총독을 지냈고 1946년 3월 1일 폐암으로 숨졌다.

## 어린 시절
고트 경은 1886년 영국 웨스트민스터의 귀족 가문에서 태어났다. 몰번 링크 준비학교와 해로 학교를 다닌 후 고트 경은 1902년 그의 아버지의 작위를 물려받았다. 1904년 1월 그는 왕립군사학교에 입학해 1905년 8월 16일 척탄보위대의 소위로 임명되었다. 1907년 4월 1일 그는 중위 진급했고 에드워드 7세의 1910년 5월 장례식에 배속된 척탄보위대의 지휘를 맡았다. 그는 빅토리아 십자 훈장의 회원이 되었다. 1911년 2월 22일 고트 경은 그의 사촌인 코리나 베레커와 결혼했고 두 아들과 딸을 두었지만 1925년 이혼했다.

## 전간기
고트 경은 1919년 19월 21일 중령으로 진급했다. 1919년 장교 학교에서 단기 코스에 참석한 이후 그는 런던 구의 육군 본부에 참여해 1921년 1월 1일 중령으로 진급했다. 그는 강사 신분으로 대학에 돌아왔다. 그는 1923년 5월에 학교를 떠났다.
1926년 4월 1일 고트 경은 대령으로 진급했다. 1926년 그는 시어니스의 후임간부학교에서 주요 강사가 되기 전 런던 구의 장교가 되었다. 1927년 1월 1일 그는 상하이로 갔다가 8월에 복귀했는데 그는 조지 5세와 에드워드 8세가 중국의 상황을 확인하기 위해 보낸 첫 특하였다. 1927년 7월 고트 경은 제4보병사단 본부의 장교가 되었다. 1928년 6월, 고트 경은 대영 제국 훈장 사령관으로 임명되었다. 그는 1930년까지 2년간 척탄보위대의 사령관을 맡았고 여단장이 된 이후 일시적으로 인도에서 해외 훈련을 받았다.
1938년 12월 2일 고트 경은 영국 육군의 준비성에 대한 보고에 참석했다. 그는 체코슬로바키아의 점령 이후 독일이 이전 해보다 강해진 것을 절감했고, 1937년 정부가 내린 결과로 영국이 프랑스의 방어에 필요한 병력이 부족하다는 것을 깨달았다. 12월 21일 고트 경은 참모총장에게 영국은 프랑스가 네덜란드와 벨기에를 방어하는 것을 도와야 하고, 영국 육군은 4개의 정규 보병사단과 2개의 기갑사단, 그리고 영국 본토군이 필요하다고 주장했다. 로저 백하우스는 영국의 대륙군이 제한적이지는 않을 것이라고 보았다. 고트 경은 키치너 경이 어떤 위대한 국가도 작은 전쟁을 얕보지 않는다고 주장했다. 그는 또한 근대전에서 육상 수송이 해상 수송보다 더 빠르고 싸다는 이유로 해상 수송을 통한 전략적 기동 이론의 오류를 지적했다.

## 제2차 세계 대전

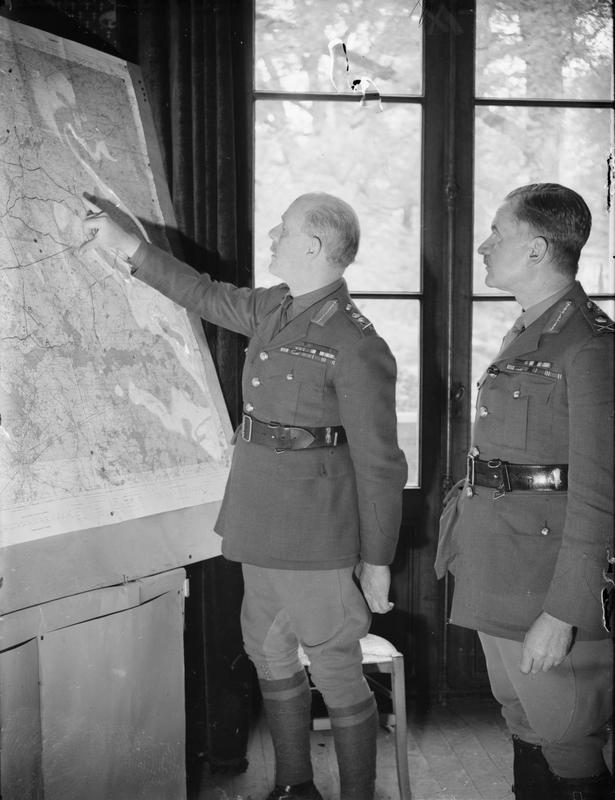
고트 경과 중위 헨리 포웡리 1939년 11월 26일 하바르크의 육군 사령부에서 지도를 보고 있다.

전쟁이 발발하자 고트 경은 프랑스에 있는 영국해외원정군의 사령관이 되었고, 1939년 9월 19일 프랑스에 도착했다. 이 무렵 그는 사격 진지 사건으로 인해 영국 전시총리인 레실 호레벨리샤의 불신임을 샀다. 가짜 전쟁 이후 1940년 독일군의 아르덴 숲 돌파는 영국해외원정군과 프랑스군 간의 병력과 통신 시설을 갈라놓았고, 1940년 5월 25일 고트 경은 그의 병력에게 남쪽으로의 공격 명령을 파기하는 일방적인 결정을 내렸다. 고트의 사령관적 위치는 힘들었고 프랑스군의 넓은 전구 밑에서 복무해야 했으며 런던의 사령부도 책임을 져야 했다. 북쪽으로 철수하면서 영국해외원정군은 수많은 프랑스군과 함께 덩케르크 전투 동안 철수했다. 고트 경은 위기에 효과적으로 대처하고 영국해외원정군을 구한 점에서 인정받았다. 다른 이들은 고트 경의 1940년 지휘력이 프랑스군과 연합하여 대규모 반격을 가하지 않았다는 점에서 패배주의자로 보기도 했다.
고트 경은 전쟁이 지속되는 기간 동안 다양한 직책을 맡았다. 1940년 7월 1일 그는 조지 6세로부터 항공방위사령부 장관 직을 받았다. 1940년 6월 25일 그는 반나치 프랑스 내각을 만나기 위해 더프 코퍼와 모로코의 라바트로 갔으나 곧 영국으로 돌아왔다. 고트 경은 영국 향토 방위대의 훈련 교관직을 맡았고 아이슬란드와 오크니 셰틀랜드를 방문하는 건설적이지 않은 일들을 했다. 그는 1941년부터 1942년까지 지브롤터의 총독이 되었다. 1943년 그는 걸웨이 경의 뒤를 이어 명예포병중대의 여단장이 되었다.
1942년부터 고트 경이 몰타 총독이 되었을 때 독일군의 포위에 맞서 고트 경의 용기와 지도력은 명예의 검을 받으며 몰타인들에게 인정받았다. 그는 영국 정부의 충고에 맞서 바다에 있었던 비행장을 전방으로 확장시켰고, 지중해 전구 내내 몰타는 영국군에게 중요한 기지가 되었다. 조지 6세는 고트 경에게 1943년 6월 20일 몰타에서 육군 원수의 지휘봉을 받았다. 9월 29일 드와이트 아이젠하워, 해롤드 알렉산더와 함께 고트 경은 발레타 항구에서 피에트로 바돌리오의 항복을 지켜보았다. 고트는 그의 사위 윌리엄 시드니가 1944년 3월 3일 빅토리아 십자훈장을 해롤드 알렉산더에게서 받을 때 같이 있었다.
고트 경은 영국 위임통치령 팔레스타인과 트란스요르단의 총독으로 있는 동안 전쟁의 종결을 맞이했다. 그는 1년 간 이 직책을 맡았다. 그는 팔레스타인 정의총장인 윌리엄 제임스 피츠제랄드를 유대인-아랍 간의 분쟁을 문의할 만한 인물로 임명했다. 피츠제랄드는 예루살렘을 아랍인 구역과 유대인 구역으로 나누자는 주장을 담은그의 보고서를 제출했다. 팔레스타인에서의 분쟁이 증가함에도 불구하고 고트는 아랍인, 유대인 모두와 좋은 관계를 맺고 있었고 양측 공동체에서 존경받는 인물이었다.
팔레스타인에서 고트 경의 건강은 악화되었고, 그의 복부에서 심각한 통증을 느꼈다. 그는 폐암이었으나 런던의 의사들은 그의 상태를 적절히 진단하기에 어려웠다. 고트 경은 유대인 반란이 시작될 무렵 팔레스타인을 지배했고, 그의 노력에도 불구하고 그는 영국 정부와 유대인 공동체 간의 분쟁을 조절할 수 없었다. 1945년 11월 5일 그는 총독 직을 내려놓고 영국으로 귀환했다. 당시 《팔레스타인 포스트》(The Palestine Post) 신문에서는 그가 떠날 때의 모습을 보여주고 있다.

## 전후 삶과 죽음
팔레스타인을 떠난 후 고트 경은 런던의 가이스 병원에 입원하여 그가 수술 불가능한 폐암으로 죽어가고 있다는 것이 밝혀졌다. 1946년 2월 그는 영국의 귀족 작위 중 자작위를 받았지만 1년 뒤 59세의 나이로 가이스 병원에서 사망하여 아들이 없었기에 영국의 작위는 폐지되었고 아일랜드의 고트 자작위는 동생 스탠디쉬가 습작하게 된다. 고트 경의 시신은 시드니가의 펜스허스트(Penshurst)에 안치되었다. 그의 모습은 영화 던커크에서 시럴 레이먼드(Cyril Raymond)가 보여주었다.